# Ricardo Patiño
Ricardo Armando Patiño Aroca (Guayaquil, 1954) é um político equatoriano de esquerda. Ele foi Ministro de Economia e Finanças, Ministro do Litoral e atualmente é Ministro de Relações Exteriores sob o governo do presidente Rafael Correa. Patiño tem mantido ao longo de sua carreira uma ideologia marxista, e é agora um dos ideólogos da Revolución Ciudadana, que quer estabelecer gradualmente um Estado socialista no Equador.